# 从江瑶浴
从江瑶浴，是位于贵州黔东南从江县瑶族人民的家庭药物洗浴方式，传承至今已经有千百年历史了。当地瑶寨遠离城市，道路闭塞，與外界彷如隔世，但当地的各种药物保护极为完整。尤其是从江县的瑶族药浴，2008年正式入选第二批中国国家非物质文化遗产。